# Acalolepta breuningi
Acalolepta breuningi är en skalbaggsart som först beskrevs av J. Linsley Gressitt 1951.  Acalolepta breuningi ingår i släktet Acalolepta och familjen långhorningar. Inga underarter finns listade i Catalogue of Life.